# Bredestads landskommun
Bredestads landskommun var en tidigare kommun i Jönköpings län.

## Administrativ historik
När 1862 års kommunalförordningar trädde i kraft den 1 januari 1863 inrättades i Sverige cirka 2 400 landskommuner samt 89 städer och ett mindre antal köpingar.
Då inrättades i Bredestads socken i Norra Vedbo härad i Småland denna kommun. År 1923 inrättades inom kommunen och i angränsande Bälaryds landskommun ett municipalsamhälle, som fick namnet Aneby.
Vid kommunreformen 1952 bildade Bredestad storkommun genom sammanläggning med de tidigare kommunerna Askeryd, Bälaryd, Frinnaryd, och Marbäck.
1967 bildade Bredestad tillsammans med tidigare Hullaryd den nya Aneby landskommun, varvid municipalsamhället upplöstes. Denna landskommun ombildades sedan 1971 till Aneby kommun.
Kommunkoden 1952–1970 var 0604.

### Kyrklig tillhörighet
I kyrkligt hänseende tillhörde kommunen Bredestads församling. Den 1 januari 1952 tillkom församlingarna Askeryd, Bälaryd, Frinnaryd och Marbäck.

## Geografi
Bredestads landskommun omfattade den 1 januari 1952 en areal av 330,71 km², varav 307,64 km² land. Efter nymätningar och arealberäkningar färdiga den 1 januari 1957 omfattade landskommunen den 1 november 1960 en areal av 330,81 km², varav 307,86 km² land.

### Tätorter i kommunen 1960
| Tätort        | Folkmängd |
| ------------- | --------- |
| Aneby, del av | 1 949     |
| Frinnaryd     | 435       |

Tätortsgraden i kommunen var den 1 november 1960 49,4 procent.

## Politik

### Mandatfördelning i Bredestads landskommun 1938–1962
| 1 | 8 | 2 | 5 | 4 |

| 20 |

| 20 |

| 20 |

| 1 | 7 | 4 | 5 | 3 |

| 20 |

| 12 | 9 | 10 | 4 |

| 34 |

| 12 | 8 | 10 | 5 |

| 35 |

| 11 | 8 | 9 | 7 |

| 35 |

| 13 | 8 | 8 | 6 |

| 33 |

### Mandatfördelning i Aneby municipalsamhälle 1962
| 13 | 4 | 3 |

| 18 |